# Siren (Film)
Siren ist ein US-amerikanischer Horrorfilm aus dem Jahr 2016. Er ist ein Spin-off der Episode Amateur Night aus dem Film V/H/S – Eine mörderische Sammlung. Der Filmtitel spielt auf die Sirenen aus der griechischen Mythologie an, die Seefahrer mit ihrem Gesang in den Tod lockten.

## Handlung
Sheriff Boone betritt mit dem Mystiker Nyx eine Kirche. Dort finden sie mehrere Leichen und Anzeichen für eine Séance, bei der etwas schiefgegangen ist. Ein böses Wesen in Form eines jungen Mädchens wurde gerufen und tötet den Sheriff. Nyx legt ihre ein Fußfessel an. Einige Jahre später steht Jonah kurz vor der Hochzeit mit Eva. Er ist mit seinem Bruder Mac und den Freunden Rand und Elliot zum Junggesellenabschied unterwegs. Sie langweilen sich in einem Stripclub und werfen sich neben Drinks auch Drogen ein. Ein Fremder lädt sie in einen geheimen Club ein und verspricht ihnen ein viel intensiveres Erlebnis. Dort treffen sie auf Nyx.
Dieser führt Jonah in einen privaten Raum, wo er eine junge Frau hinter einer Fensterscheibe sieht. Sie fängt an zu singen, woraufhin Jonah in Trance seine bisherigen sexuellen Erlebnisse durchlebt. Währenddessen sehen die anderen drei Männer ein Programm mit BDSM-Szenen. Elliott nimmt einen Drink mit einem Egel. Plötzlich hat er ein Tattoo am Nacken und redet von einem toten Mädchen. Jonah glaubt, dass die junge Frau eine Sexsklavin ist und befreit sie. Dabei zeigt sie sich als Dämon und tötet einen Wärter, bevor sie entkommt. Die vier Freunde versuchen die Flucht im Auto, als der Dämon Elliott hinauszerrt und das Auto gegen einen Baum kracht.
Während Jonah und Mac durch den Wald davonlaufen, greifen Nyx und seine Helfer Rand auf. Sie foltern ihn und fragen ihn nach den Absichten mit dem Dämonen, der Lilith heißt. Nyx’ Gehilfin Ash sticht ihm in den Nacken. Jonah und Mac gelangen zu einem Diner. Die Polizisten, denen sie dort begegnen, arbeiten aber für Nyx. Lilith kommt hinzu und tötet die Polizisten, bevor sie mit Jonah wegfliegt. Sie ist ein Succubus. In einer Grube vergewaltigt sie ihn, wobei er sich beim Sex mit Eva sieht. Danach wird Jonah durch einen Anruf von Eva geweckt, aber die Verbindung bricht ab. Er gelangt ins Hotelzimmer, wo Ash ihn erwartet. Sie gibt ihm etwas zu trinken, das ihn Nyx sehen lässt, der anbietet, Lilith gegen Rand zu tauschen.
In der Kirche treffen Nyx und Jonah zusammen. Rand sitzt gefesselt auf der Bank. Da Lilith Jonah vertraut, soll er ihr die Fußfessel wieder anlegen. Damit könnte Nyx sie wieder kontrollieren. Lilith kommt angeflogen und tötet Nyx’ bewaffnete Helfer. Nachdem Nyx Mac getötet hat, singt Lilith wieder und sticht ihren Schwanz durch Nyx’ Mund. Nach einem Kuss lässt sie Jonah und Rand gehen.
In einer gewittrigen Nacht am ersten Hochzeitstag glaubt Jonah, Sex mit Eva zu haben. Doch als er nach unten geht, sieht er seine Frau auf dem Sofa liegen. Da wird ihm klar, dass er Sex mit Lilith hatte. Lilith greift Eva an, aber Jonah sagt ihr, dass sie ihn mitnehmen könne, wenn sie Eva in Ruhe lasse. Daraufhin fliegt sie mit Jonah davon.

## Produktion und Veröffentlichung
Siren basiert auf dem Kurzfilm Amateur Night, der im Episodenfilm V/H/S – Eine mörderische Sammlung zu sehen war. Die Regie übernahm Gregg Bishop. Das Drehbuch wurde von Ben Collins und Luke Piotrowski geschrieben. Die Dreharbeiten fanden in Georgia statt. Der Film feierte seine Premiere am 2. Dezember 2016 in ausgewählten Kinos und erschien als Video-on-Demand (VoD).

## Rezeption
Die Horrorfilm-Website Filmchecker kommt zu einem mittelmäßigen Fazit: „Kurzweiliger und rasant inszenierter Grusel-Horror mit geheimnisvollem Filmmonster aber überraschend zurückhaltendem Blutzoll. SIREN ist ein Kurzfilm, der krampfhaft auf Spielfilmlänge geblasen wurde, aber eine Geschichte erzählt, die man hätte auch in 30 Minuten abhandeln hätte können.“